# ثلاثية الألوان: أحمر
ثلاثية الألوان: أحمر (بالفرنسية: Trois couleurs: Rouge)‏
```
هو 
فيلم غموض
 ورومانسية فرنسي-بولندي من إنتاج وكتابة وإخراج 
كريستوف كيشلوفسكي
 سنة 1994، وبطولة 
إيرين جاكوب
 
وجان لوي ترينتينيان
.
```

وهو الجزء الثالث من ثلاثية الألوان (الأزرق – الأبيض – الأحمر)، تلك الألوان التي ترمز لمبادئ الثورة الفرنسية من حرية ومساواة وإخاء.

## القصة
يدور الفيلم حول «فالنتين» التي تشعر بالوحدة، وحبيبها الذي يدرس في بلد أخرى ويعاملها بجفاء وتشكك. تعمل في مجال الدعاية كعارضة. وأثناء قيادتها للسيارة تصدم كلبة حامل، تعالجها ثم تحاول توصليها لصاحبها. صاحب الكلبة قاضٍ متقاعد، يعيش وحيدًا ويرغب في التخلص من الكلبة. يرفض استلام الكلبة وتأخذها فالنتين معها، ولكنها تهرب منها وتعود للقاضي مرة أخرى.
تكتشف فالنتين صدفة أن القاضي يتجسس على جيرانه. وفي خط موازٍ لهذه الأحداث نتعرف على «أوجست» الطالب المتفوق الذي يحب مذيعة في نشرة الأرصاد الجوية، صدفة ما تساهم في نجاحه بتفوق في الامتحان ويتعين في القضاء، ولكن تهجره حبيبته ويكتشف صدفة أنها تخونه مع شخص آخر. تزداد الأُلفة بين القاضي المتقاعد وفالنتين، ويحدث بينهما نوع من الأخوّة التي تحسن من حالتهما النفسية ودوافعهما في الحياة. تسأل فالنتين القاضي عن ماضيه فيحكي قصة تماثل قصة أوجستين.
تسافر فالنتين لبريطانيا بسفينه بحرية، وتحدث تقلبات عنيفة في الطقس، تؤدي لغرق السفينة مع إنقاذ قليل من الأشخاص هم بطلي جزء أزرق، وبطلي جزء أبيض، وفالنتين والقاضي الشاب، والذي يبدو أن علاقتهما ستمتد رغم سوء الموقف.
الأبطال المعبرون عن الحرية والمساواة والإخاء هم الناجون فقط من ضمن مئات الضحايا، وكأنها رمزية للميلاد المتعثر والخطر المحيط بالقيم الثلاث.

## روابط خارجية
- ثلاثية الألوان: أحمر على موقع IMDb (الإنجليزية)
- ثلاثية الألوان: أحمر على موقع ميتاكريتيك (الإنجليزية)
- ثلاثية الألوان: أحمر على موقع الموسوعة البريطانية (الإنجليزية)
- ثلاثية الألوان: أحمر على موقع روتن توميتوز (الإنجليزية)
- ثلاثية الألوان: أحمر على موقع نتفليكس (الإنجليزية)
- ثلاثية الألوان: أحمر على موقع قاعدة بيانات الأفلام العربية
- ثلاثية الألوان: أحمر على موقع ألو سيني (الفرنسية)
- ثلاثية الألوان: أحمر على موقع Turner Classic Movies (الإنجليزية)
- ثلاثية الألوان: أحمر على موقع أول موفي (الإنجليزية)
- ثلاثية الألوان: أحمر على موقع بوكس أوفيس موجو (الإنجليزية)